# 维也纳大学图书馆
维也纳大学图书馆（Universitätsbibliothek der Universität Wien, UB Vienna）成立于1365年，是德语世界最古老的大学图书馆，由位于大学圆环（Universitätsring）的主图书馆和维也纳各地的近40个部门图书馆组成，为维也纳大学的研究人员、教师和学生提供科学研究、学术研究支持和信息服务。

## 服务
大学图书馆通过提供科学资源和研究、教学和学习方面的最新信息来支持维也纳大学的成员。作为一个免费获取知识和信息的地方，维也纳大学图书馆也向感兴趣的公众开放。即使没有借书证，每个人都可以在阅览室使用文献。借书和其他媒体需要借书证。作为“数字图书馆”（Digitale Bibliothek），维也纳大学图书馆提供对众多电子资源的直接访问，例如E-Books和E-Journals在线目录和数据库。